# Евреи в Чехии

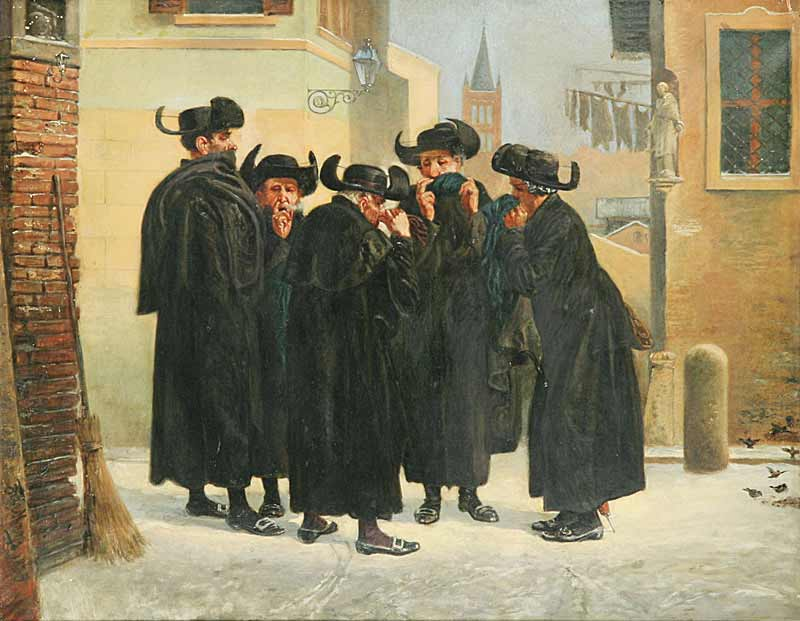
Евреи нюхают табак, картина чешского художника Эмануэля Саломона фон Фридберга-Мирохорского

Евреи в Чехии — национальное меньшинство в Чехии, составляющее около 10-11 тыс. человек и существующее там с X века.

## История
Еврейские общины появились в Чехии в X веке.
В 1254 году король Чехии Пржемысл Оттокар II издал специальный Еврейский устав — Statuta Judaeorum. Евреи получили право беспрепятственно передвигаться по всей стране, убийство еврея наказывалось так же, как и убийство христианина. На основании этого закона, евреи были поданными исключительно короля. Закон обещал евреям свободу религиозной жизни и разрешал заниматься финансовыми операциями. Взамен король требовал от еврейской общины оплату налогов и предоставление кредитов королю. В 1356 году король Карл IV подтвердил привилегии Еврейского устава 1254 года.
После захвата Чехии немецкими нацистами в 1938 году десятки тысяч евреев были вынуждены эмигрировать, большинство остальных было убито в ходе Катастрофы европейского еврейства путём депортации в лагеря смерти. Одно из крупнейших еврейских гетто было создано в Терезине.

## Современное положение
После распада Чехословакии в Чехии проживает по разным оценкам от 2200 до 10 000 евреев. Также в Чехии проживает примерно 1000 евреев — граждан других стран.
Под эгидой Федерации еврейских общин функционируют 10 зарегистрированных еврейских общин и несколько нерелигиозных учреждений.
Около половины чешских евреев проживает в Праге, где доступны любые общинные программы. Хотя основным религиозным течением является ортодоксальный иудаизм, в стране официально признаны консерваторы и реформисты. Большая часть чешских евреев не исповедует какую-либо религию.